# 阿尔弗雷德·巴里
阿尔弗雷德·巴里（法語：Alfred Barye，法語發音：[alfʁɛd baʁi]；1839年1月21日—1882年），活躍於巴黎的意大利雕塑家。阿尔弗雷德·巴里制作了他父亲安托万-路易·巴里的雕塑，长达几十年之久，未能署上自己的名字。这种情况持续到两人关系破裂为止。

## 传记
阿尔弗雷德·巴里是他父亲的雕刻家安托萬-路易·巴里的学生。他的作品包括青铜器动物雕塑和主题东方主义。在他父亲的要求下，他以巴里“儿子”的名义签署他的作品来区分他。 他从1864年到1882年在[绘画和雕塑沙龙]展出。
阿尔弗雷德·巴里 意识到“阿拉伯骑士” (法語：Le Guerrier arabe à cheval)同的合作埃米尔·吉耶曼 在巴黎的青铜艺术 Maison Barbedienne的铸造厂制造的。
和他的父亲安托万·路易斯一样，阿尔弗雷德·巴里成为费迪南德·菲利普·奥尔良最喜欢的雕塑家，后来成为拿破仑三世的准官方雕塑家。
他最成功和众多的主题是当时的赛马，但众所周知，他以他父亲的风格以及他自己的风格模仿了许多作品。
他在他的许多雕塑作品 Barye 或 A. Barye 上签名，与他父亲使用的签名相同。这在今天引起了与他生前一样多的混乱，阿尔弗雷德的许多模型被错误地归于并作为他父亲的作品出售。在家庭多次分歧之后，在父亲的坚持下，他开始在自己的作品“Alf”上签名。Barye，后来是A. Barye Fils。有人建议但从未证实阿尔弗雷德·巴里对他父亲作品的许多未经授权的终身演员负责。

## 博物馆
- 巴黎, 展销会 羅浮宮 (法語：Musée d'Orsay)
- 巴黎, 奥赛博物馆 (法語：Musée du Louvre)
- 布鲁克林博物馆, 纽约
- 福格藝術博物館, 哈佛藝術博物館 （英语：Harvard Art Museums）, 剑桥 (马萨诸塞州)
- Busch–Reisinger Museum, 哈佛藝術博物館 （英语：Harvard Art Museums）, 剑桥 (马萨诸塞州)
- Arthur M. Sackler Museum, 哈佛藝術博物館 （英语：Harvard Art Museums）, 剑桥 (马萨诸塞州)
- MAM - Museu de Arte Moderna de São Paulo, 巴西
- 以色列博物館, 耶路撒冷
- Appleton艺术博物馆 (法語：Appleton Museum of art)，佛罗里达州，美国

## 展销会
- 展销会 羅浮宮 (法語：Musée du Louvre) 巴黎, (1864-1882)

## 著名作品
- 他的马雕塑作品 阿拉伯马 (法語：Le cheval arabe)，展示在巴黎卢浮宫，由他和埃米尔·吉耶曼共同签名。

## 艺术展
Alfred Barye 在接下来的几年里在巴黎沙龙展出：
1864 年，他展出了名为 Walter Scott 的赛马青铜雕塑。
1865年，他展出了几件赛马青铜雕塑。
1866年，他展出了赛马和骑师的青铜。
1882年，他展出了一个意大利小丑的青铜雕像

### 引用
1. ↑  Pierre Kjellberg; Kate D. Loftus, Alison Levie, Leslie Bockol (译者) (1994). Bronzes of the 19th Century: Dictionary of Sculptors. Atglen, Pennsylvania: Schiffer Publishing. 页370, ISBN 9780887406294
2. ↑  PDF Judith Wich-Wenning, « Antique Arabian Horse Sculptures », part II, Tutto Arabi Magazine, 分页174-176 （页面存档备份，存于）.

## 博物馆
- 巴黎, 奥赛博物馆 (« Alfred Barye » （页面存档备份，存于）, n. 2117, 奥赛博物馆)